# Darevskia caucasica
Darevskia caucasica är en ödleart som beskrevs av  Méhely 1909. Darevskia caucasica ingår i släktet Darevskia och familjen lacertider. IUCN kategoriserar arten globalt som livskraftig.

## Underarter
Arten delas in i följande underarter:
- D. c. caucasica
- D. c. vedenica